# Mindig az ördöggel (film)
A Mindig az ördöggel (eredeti cím: The Devil All the Time) 2020-ban bemutatott amerikai pszicho-thrillerfilm, melyet Antonio Campos rendezett, Donald Ray Pollock azonos című regénye alapján. A film producere Jake Gyllenhaal, Randall Poster és Max Born.
A főszereplők Tom Holland, Bill Skarsgård, Riley Keough, Jason Clarke, Sebastian Stan, Robert Pattinson, Haley Bennett, Mia Wasikowska, Eliza Scanlen, Harry Melling és Pokey LaFarge. Pollock narrátorként vett részt a film elkészítésében.
2020. szeptember 16-án mutatták be a Netflixen.

## Cselekmény
A 60-as évek Amerikájában (Ohio államban) járunk. Willard Russel (Bill Skarsgard) hazaérkezik a háborúból szüleihez és megpróbál visszailleszkedni a régi életébe, de a háborúban látottak miatt már nem ugyanaz az ember. Nem tudja rávenni magát, hogy templomba járjon vagy imádkozzon.
Megismer egy pincérlányt, Charlotte-ot (Haley Benett), akit feleségül vesz és belevágnak közös életükbe. Az áldott élet reményében az Istennel való kapcsolatát is rendezni akarja, így rendszeresen elvonul Imádkozni és később fiát is a fohászkodásra neveli.
Charlotte rákos lesz, így Russel fiával napokig tartó állhatatos imába kezd, de végül elvesztik szerettüket. Willard ebbe belerokkan és öngyilkos lesz. A fiú, Arvin (Tom Holland) így a nagyszüleinél nő fel mostohatestvérével, Lenorával (Eliza Scanlen).
Lenora tisztaszívű keresztény. Apja lelkész volt, míg állítása szerint azt a feladatot nem kapta Istentől, hogy ölje meg feleségét azért, hogy utána feltámassza.
Sok probléma jön az életükbe a korrupt rendszer miatt, így Arvin leszámol az őt és családját ért igazságtalanságokkal.

## Szereplők
| Szerep               | Színész          | Magyar hang |
| -------------------- | ---------------- | ----------- |
| Arvin Eugene Russell | Tom Holland      |             |
| Lee Bodecker         | Sebastian Stan   |             |
| Preston Teagardin    | Robert Pattinson |             |
| Willard Russell      | Bill Skarsgård   |             |
| Helen Hatton         | Mia Wasikowska   |             |
| Lenora Laferty       | Eliza Scanlen    |             |
| Carl Henderson       | Jason Clarke     |             |
| Sandy Henderson      | Riley Keough     |             |
| Charlotte Russell    | Haley Bennett    |             |
| Roy Laferty          | Harry Melling    |             |
| N/A                  | Pokey LaFarge    |             |

## A film készítése
2018 szeptemberében bejelentették, hogy elkészítik Tom Holland, Robert Pattinson, Chris Evans és Mia Wasikowska főszereplésével a filmet. A film forgatókönyvírója és rendezője Antonio Campos lett, Jake Gyllenhaal produceri közreműködésével. 2019 januárjában Bill Skarsgård és Eliza Scanlen csatlakozott a főszereplőkhöz. Sebastian Stan lépett Evans helyére: miután a férfinek ütemezési konfliktusok miatt távoznia kellett, személyesen ajánlotta Stannek, hogy vegyen részt helyette a készülő filmben. Ezenkívül Jason Clarke, Riley Keough és Haley Bennett csatlakozott a stábhoz. 2019 márciusában Harry Melling csatlakozott a filmhez. Danny Bensi és Saunder Jurriaans lettek a film zeneszerzői.
A film forgatása 2019. február 19-én kezdődött Alabamában, és 2019. április 15-én fejeződött be.

## Megjelenés
A film 2020. szeptember 16-án jelent meg.

## Fordítás
- Ez a szócikk részben vagy egészben  a   The Devil All the Time (film) című angol Wikipédia-szócikk fordításán alapul.  Az eredeti cikk szerkesztőit annak laptörténete sorolja fel. Ez a jelzés csupán a megfogalmazás eredetét és a szerzői jogokat jelzi, nem szolgál a cikkben szereplő információk forrásmegjelöléseként.